# Marie Fel
Marie Fel (Bordeaux, 24 ottobre 1713 – Parigi, 2 febbraio 1794) è stata un soprano francese.

## Biografia
Nacque a Bordeaux, figlia dell'organista Henri Fel. Debuttò all'Opera di Parigi nel 1733 e cantò regolarmente ai Concert Spirituel. Nel corso della sua lunga carriera (durata in tutto 35 anni) partecipò alle prime di tutte le opere di Rameau (insieme a Pierre de Jélyotte) e anche Mondonville ideò dei ruoli appositamente per lei. 
Inoltre contribuì al revival delle opere di Lully e Campra. Nel complesso partecipò a circa cento rappresentazioni.
Si ritirò dalle scene nel 1758, ma continuò a dare concerti sino al 1769.  Morì a Parigi.
Ebbe una lunga relazione amorosa col pittore Quentin de La Tour, che le fece un ritratto. "Le grandi personalità del suo tempo notarono le sue buone virtù e diedero concreta prova del loro affetto". Tra essi si annoverano uomini di lettere come Barone von Grimm e l'enciclopedista Louis de Cahusac. Tra i suoi studenti si annovera anche la cantante e attrice francese Sophie Arnould.